# Edifício Sesquicentenário
O Edifício Sesquicentenário é um prédio localizado no centro da cidade paulista de São Carlos e que, por sua importância, é declarado pela Fundação Pró-Memória de São Carlos como edificação de interesse histórico e cultural municipal. Foi construído entre os anos de 1954 e 1962 para funcionar como Grande Hotel Municipal. O projeto é do arquiteto polonês Lucjan Korngold.

## História
A pedra fundamental do Grande Hotel Municipal foi lançada em 04 de novembro de 1953. "Na ocasião foi realizada uma exposição dos projetos arquitetônicos do concurso privado promovido para a construção do edifício, do qual saiu vitorioso o arquiteto Lucjan Korngold". O projeto vencedor é um exemplar de arquitetura moderna. As obras foram realizadas entre 1954 e 1962 e, entre setembro e outubro, o hotel começou a funcionar. É o primeiro edifício vertical da área urbana da cidade de São Carlos.
Ao longo das décadas, a edificação teve diferentes proprietários e administradores, que empreenderam duas grandes reformas (1970 e 1980). "Em 2004, o prédio foi adquirido pela Prefeitura Municipal de São Carlos e passou por um processo de adequação do espaço para novos usos e de recuperação de algumas das características originais do edifício. A partir de 2007, o prédio assumiu a função de Paço Municipal".

## Bem de interesse histórico
O Edifício Sesquicentenário foi reconhecido como "Edifício declarado de interesse histórico e cultural" (categoria 3) no inventário de bens patrimoniais do município de São Carlos, publicado em 2021 pela Fundação Pró-Memória de São Carlos (FPMSC), órgão público municipal responsável por "preservar e difundir o patrimônio histórico e cultural do Município de São Carlos".
| “ | Categoria 3: são edificações de especial interesse histórico-cultural, inscritas no Inventário de Bens Patrimoniais do Município, sendo proibida a demolição. Em caso de reformas nesses imóveis, devem ser preservadas a volumetria, fachadas e aberturas (portas e janelas), mediante aprovação do projeto pela Prefeitura Municipal, pela entidade e conselho municipal de defesa do patrimônio, e demais órgãos competentes, federais, estaduais e/ou municipais. | ” |
|   | |   |

A edificação também está na poligonal histórica delimitada pela Fundação, que compreende a conformação da cidade de São Carlos na década de 1940.